# Bel Motors

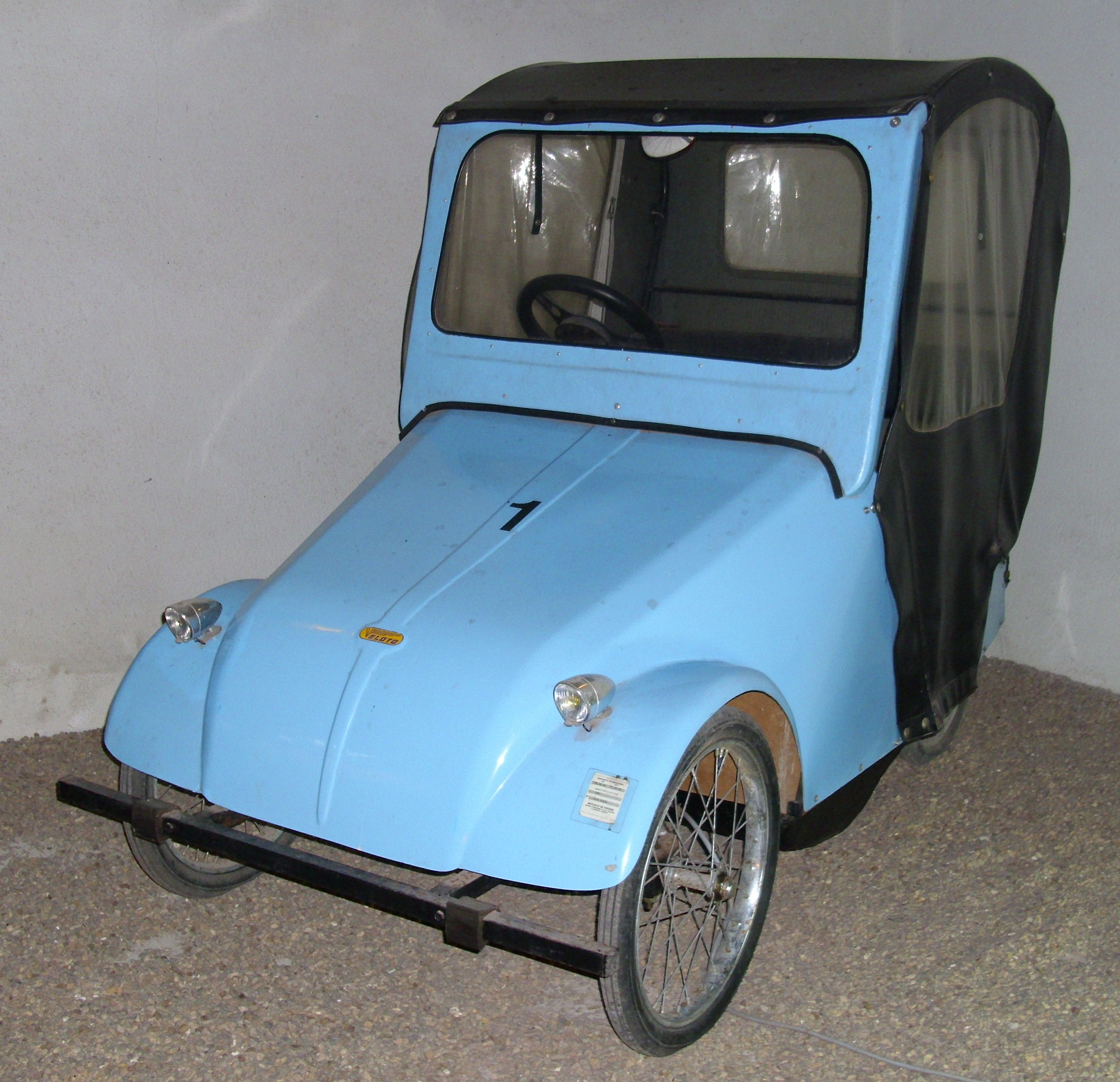
Véloto

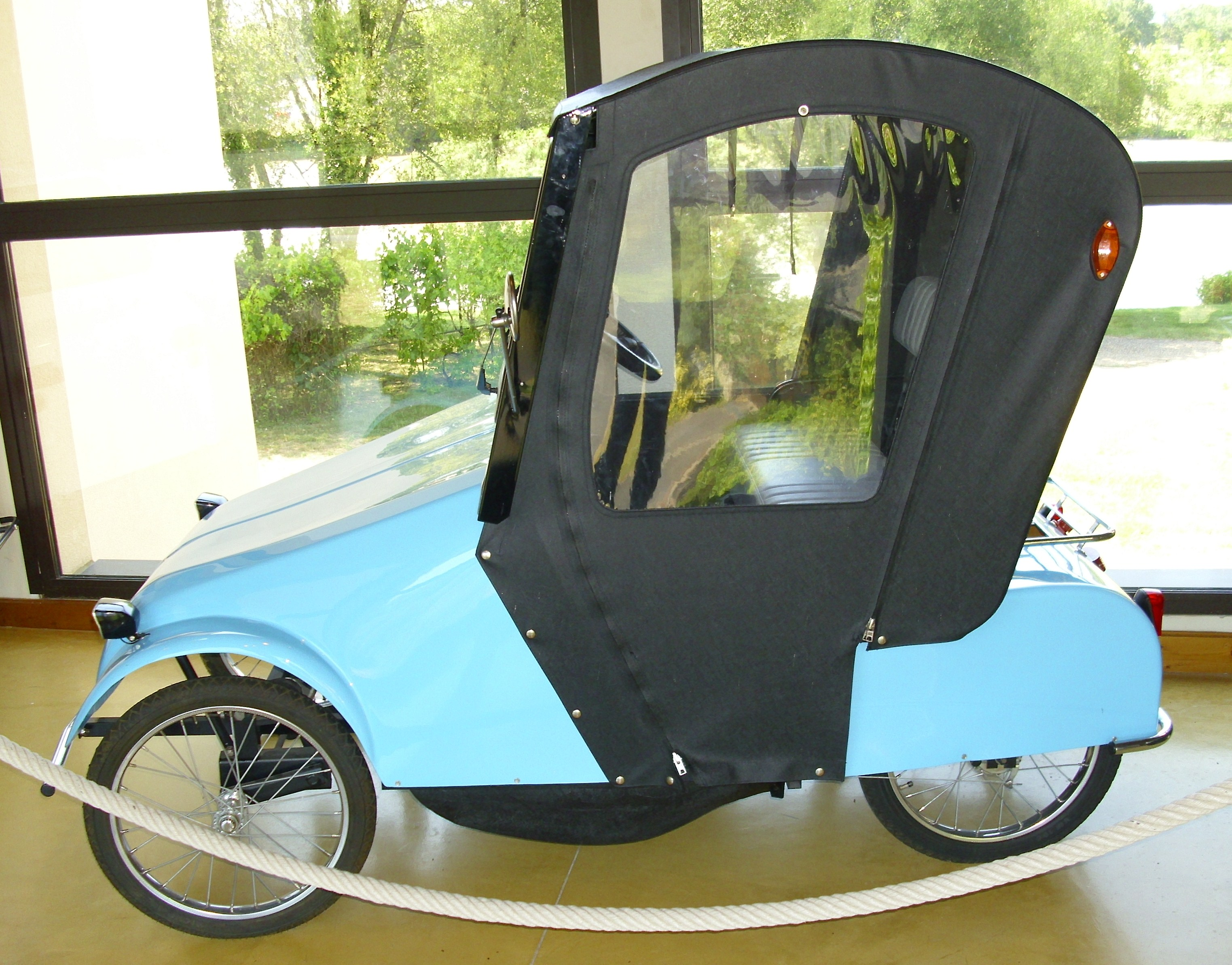
Véloto

Die Société Bel Motors war ein französischer Hersteller von Automobilen.

## Unternehmensgeschichte
Das Unternehmen aus Les Sables-d’Olonne begann 1976 unter Leitung von Jean Bellier mit der Produktion von Automobilen. Der Markenname lautete Véloto. 1980 endete die Produktion, als Jean Bellier das Unternehmen Bellier gründete und Fahrzeuge unter seinem Namen herstellte.

## Fahrzeuge
Hergestellt wurden Kleinstwagen. Das erste Modell Super Véloto hatte einen Einbaumotor von Motobécane mit 50 cm³ Hubraum im Heck. 1979 folgte das Modell Véloto C-10 S. Ein 1980 präsentiertes Modell Minoto mit einer aluminiumverstärkten Polyesterkarosserie über dem konventionellen Stahlrahmen erschien nicht mehr; stattdessen bot Arola als letztes eigenständiges Modell (1982–1983) ein Leichtfahrzeug dieses Namens an, das aber technisch nicht verwandt ist.